# Водуайе, Антуан
Антуан-Лоран-Тома Водуайе (фр. Antoine-Laurent-Thomas Vaudoyer; 21 декабря 1756[…], Париж — 27 мая 1846, Париж) — французский архитектор и гравёр академического направления, педагог. Представитель большой семьи потомственных архитекторов. Был женат на Александрине-Жюли Лагрене, дочери художника Луи Жана-Франсуа Лагрене. Их сын Леон Водуайе стал известным архитектором.

## Биография
Антуан Водуайе в 1777 году поступил на военную службу в драгунский полк Лотарингии. Однако в следующем году после смерти отца уволился из армии и присоединился к архитектурной мастерской Мари-Жозефа Пейра в Париже и посещал теоретические занятия в Королевской академии архитектуры. В 1783 году за проект «Зверинец, заключённый в парке государева замка» Антуан Водуайе получил «Большую премию» (Grand prix; позднее именовалась: Римская премия) и уехал в конце года в Италию в качестве королевского пенсионера с пребыванием в течение пяти лет во Французской академии в Риме.
В 1788 году Водуайе вернулся во Францию. В 1789 году он открыл «свободную архитектурную мастерскую» (atelier libre d’architecture) и стал набирать учеников. Выступал против плана превратить церковь Святой Женевьевы в Национальный пантеон в 1791 году.
После упразднения Конвентом в 1792 году Королевской академии архитектуры Водуайе оказал помощь Жюльену-Давиду Леруа (1724—1803), историографу и профессору Академии, в открытии независимой школы архитектуры в помещении для персонала в Лувре. Благодаря их совместным усилиям независимой школе удалось просуществовать до 1795 года, когда она была официально признана министром внутренних дел Пьером Бенезек, который также восстановил в 1796 году конкурсы и призы. Антуан Водуайе выполнял в школе обязанности секретаря-архивариуса. Он также был назначен одним из шести инспекторов Совета гражданских зданий (Conseil des bâtiments civils).
В 1799 году он стал членом Общества наук, литературы и искусств Парижа (Société des sciences, lettres et arts de Paris). В качестве архитектора «Дворца изящных искусств» (ранее «Коллеж Четырёх Наций») он работал над расширением дворца (стал автором Зала собраний) и выполнял реставрационные работы в Сорбонне. В 1810 году он был назначен архитектором Музея французских памятников. Затем последовали другие назначения, в том числе архитектора «Рынка кармелитов» (Marché des Carmes) на площади Мобер (1811), Библиотеки Святой Женевьевы (1813) и новой Королевской школы изящных искусств (1816).
Помимо работы архитектором Водуайе руководил мастерской в Королевской школе изящных искусств. В 1823 году он был избран членом Академии художеств на вторую кафедру архитектурного отделения.
Скончался в Париже в 1846 году. Похоронен на кладбище Монпарнас (13-й отдел), где позднее был захоронен и его сын, архитектор Леон Водуайе.